# 栗原正峰
栗原 正峰（くりはら せいほう、本名：栗原 正博、1976年 -  ）は、日本の書家であり教育者である。群馬県伊勢崎市出身。現日会同人、書道グループ風草舎代表。

## 経歴
群馬県を中心に活動した祖父の雅号を継ぎ、2代目栗原正峰として活動している。日本、ヨーロッパ、アメリカを中心に活動。

## 人物
書家であるが、教育者でもある。高校で教鞭を執っているが、芸術の教科ではない。中学、高校などで講演活動を行っている。

## 主な受賞歴
- 現日書展 現日大賞 受賞[4][1]
- 日本・フランス現代美術世界展 入選
- パリ国際サロン 入選
- スペイン美術賞展 入選
- エコールドパリ浮世・絵パリ展 入選
- サロン・ドートンヌ 入選
- ル・サロン入選

## 掲載
- anan
- 月刊HOUSING
- VIRGIN HARLEY
- 墨
- 月刊書道界
- 書作品年鑑
- 書道ジャーナル

## 寄稿
- 1日5分 朝の「禅のことば」練習帳

## 揮毫
- 円谷プロ ウルトラマン「金城哲夫賞」題字

## CM作品起用
- おやつカンパニー ベビスタードデカイラーメン